# Wesselényi-kastély (Zsibó)
A Wesselényi-kastély Romániában, Erdélyben, Szilágy megyében, Zsibón található.

## Története

### Építésétől 1945-ig
A kastély első ura, Wesselényi Ferenc 1584-ben Báthory István híve és nagyérdemű kamarásaként kapta meg Hadadot és Zsibót, huszonhat faluval és a bárói címmel. Erdély egyik legszebb barokk kastélyának tartott épületet 1778-ban kezdték el építeni. A munkálatok több mint harminc évig tartottak. 1805-ben, Kazinczy Ferenc első erdélyi útja alkalmából Franz Neuhausert, a fiatal festőművészt találta Zsibón, aki a kastély ebédlőjének vászonra festett vadászjelenetein dolgozott. A kastély mai formáját idősebb Wesselényi Miklós idejében nyerte el, a kastély melletti lovardát is ő építtette 1771-ben. A lószobrot, amely az istálló falán látható, Johannes Nachtigall faragta. A Wesselényiek büszkesége volt a messze földön híres zsibói ménes, amely apáról fiúra szállt. A kastély végül 1810-re készült el. Az épületen barokk és klasszicista építészeti elemek keverednek, nagy árkádos loggiája és a középkori hagyományoknak megfelelő négy sarokbástyája különösen látványos.
1849. augusztus 25-én, tizenkét nappal a honvédsereg Görgey tábornok által vezetett főerőinek világosi fegyverletétele után (itt 32 ezer ember adta meg magát), Kazinczy Lajos is letette a fegyvert a kastély udvarán. A hivatalos okmányokat a kastély nagytermében írják alá. Kazinczy Lajos – Kazinczy Ferenc nyelvújító és író fia – serege összesen 8 ezer honvédet és 20 ágyút számlált.

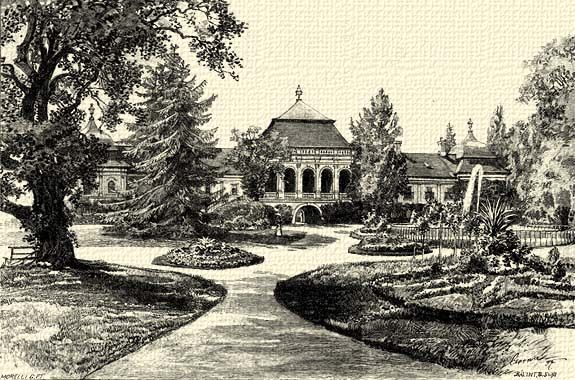
Petri Mór: A zsibói Wesselényi-kastély

### 1945 után
1959-ben egyesült a román és a magyar iskola, ezért az ötödik-tizenegyedik osztály a Wesselényi-kastélyban kapott helyet. Az egyesített iskola 1 igazgatóval, 2 aligazgatóval, 35 tanárral és 13 tanítóval kezdte meg a tanévet.
1971-től pedig az úgynevezett Pionírháznak adott otthont. Napjainkban a kastélyban minden év májusában Vörösmarty Mihály Szavalóversenyt rendeznek.

## Jellemzése
A kastély kétszintes, nyújtott négyszög alaprajzú kiemelkedő középpel és szélekkel. Két pavilonja szimmetrikusan helyezkedik el és választja le a kert felőli fogadóudvar sarkát.
Kemény Zsigmond A két Wesselényi Miklós című portréjában így írta le a kastélyt: 
A Szamos völgyében … körülvéve Erdély álomszerűen kies tájképeivel, egy büszke kastély uralkodik a vidék fölött. Széles homlokcsarnoka, a fedelezet csillogó kúpjai, a messzevetett szárnybástyázatok, a domb, melyre az épület főrészei fektetve vannak, parancsoló és arisztokratikus tekintetet adnak a kastélynak; ámbár az utas, ha közel jő, észre fogja venni, hogy a vár alakú fényes ház lassanként egy tág, de elosztásaiban kényelmetlen földesúri lakká változik, melynek alaprajza több fitogtatást, mint célszerűséget tanúsít. Mennyi természetbáj, mennyi szeretet, mennyi iszony, mennyi férfibú és történeti gyász lebeg e kastély és széles parkja fölött, mely a szomszéd hegyek széléig nyúlik, s míg lankáján a legnemesebb gyümölcsök ér nek, tetőiről a vadvizek és záporesők a megszaggatott földrepedések közül ágyúgolyót és tengeri csigát sodranak alá, a természeti és állami nagy küzdések emlékeit.
A Wesselényi-kripta maradványa a kastély közelében található, itt van eltemetve idősebb és ifjabb Wesselényi Miklós. Parkjában botanikai kiállítás látható.

## Képek

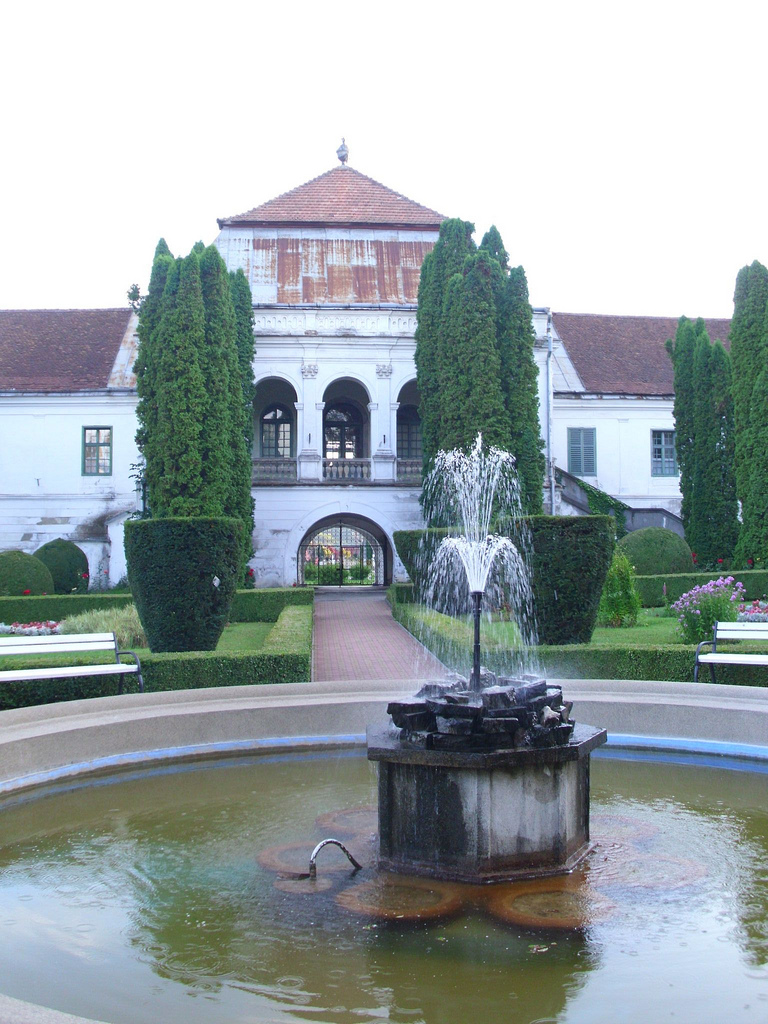
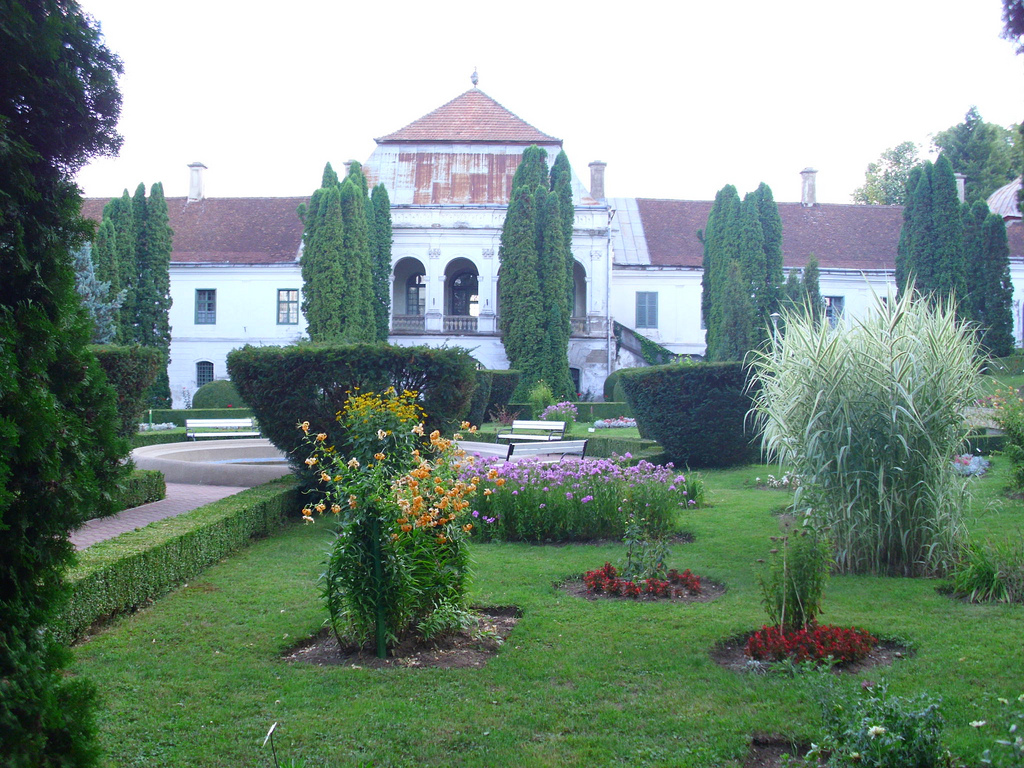
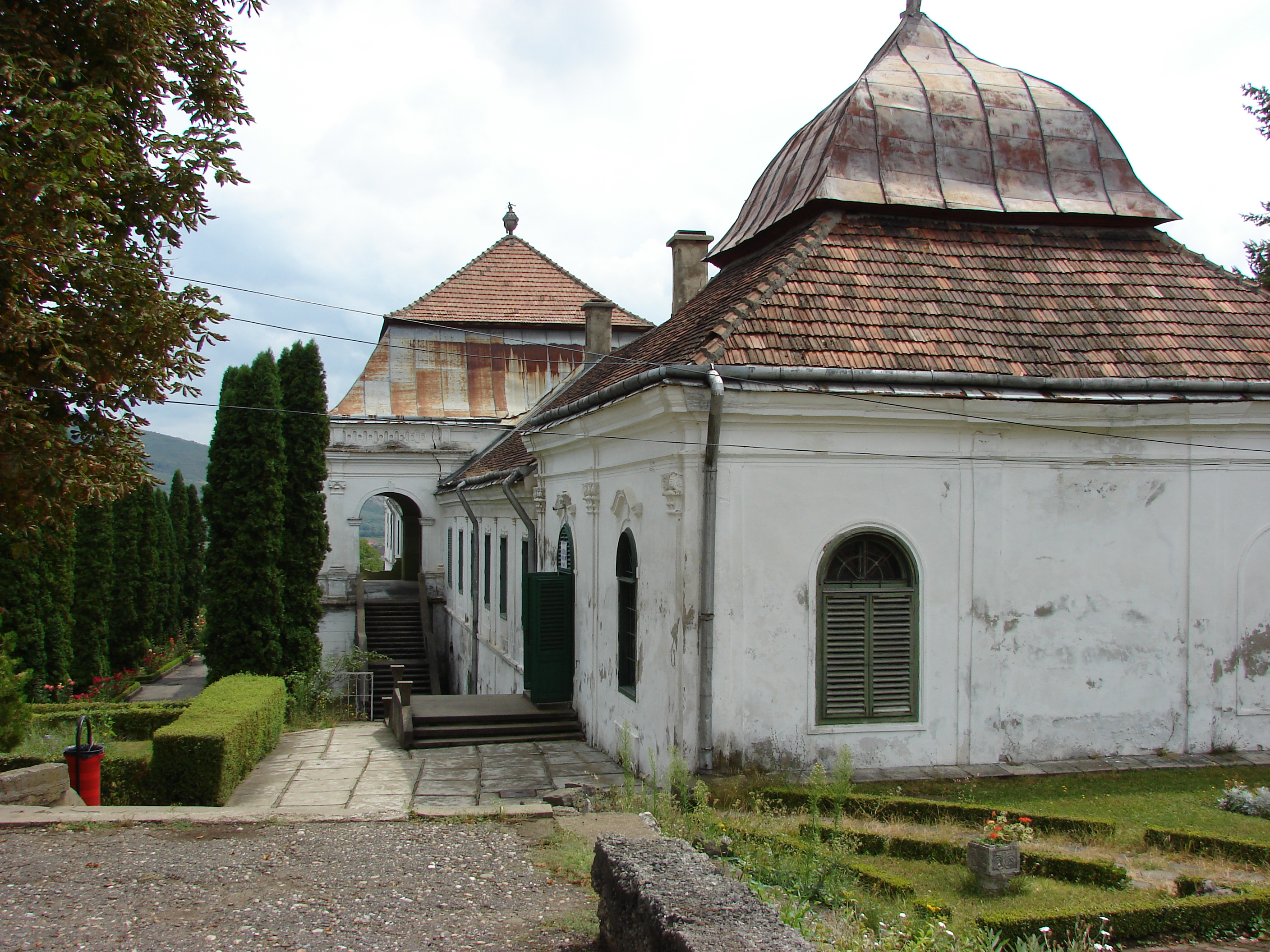
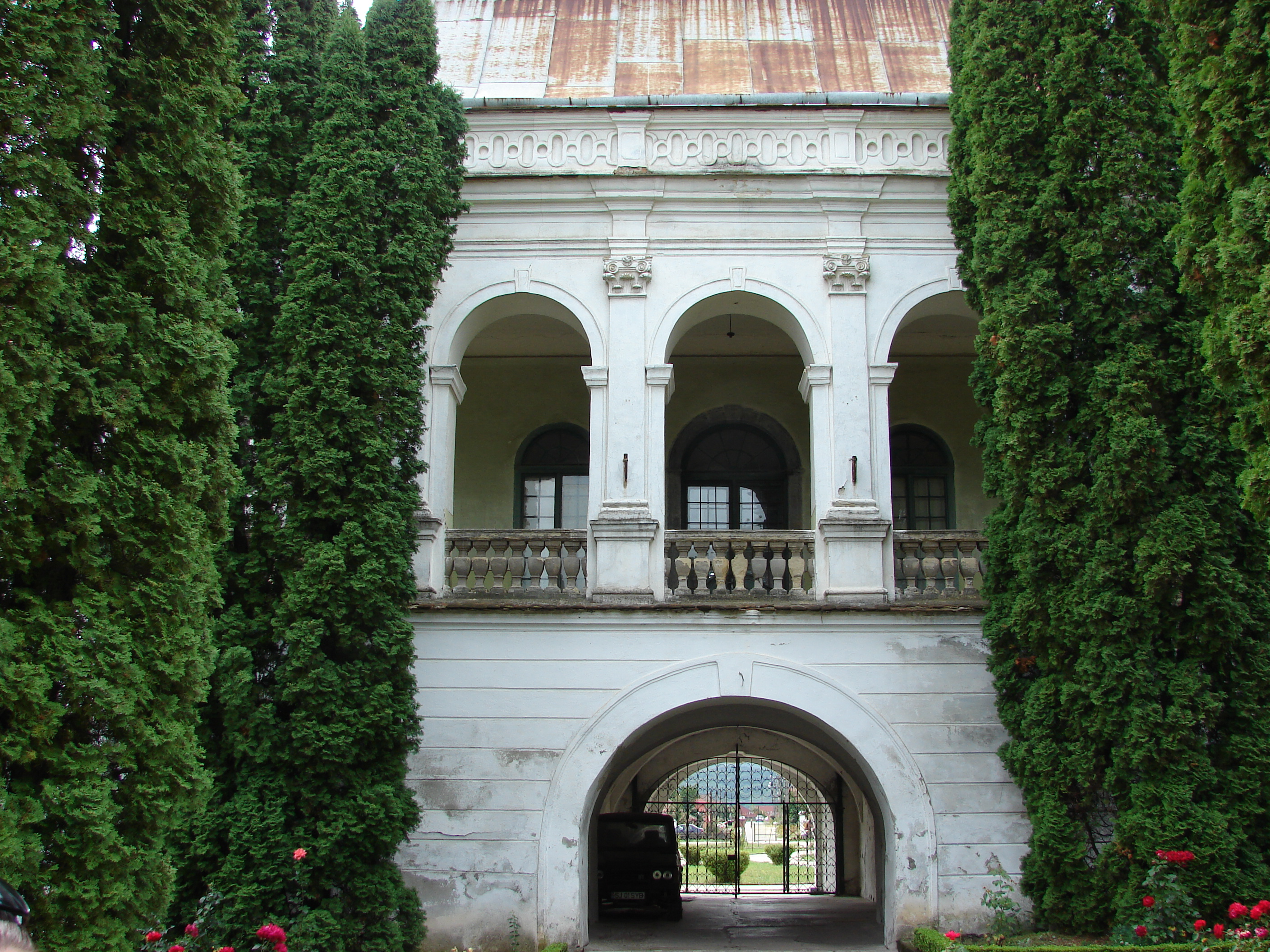
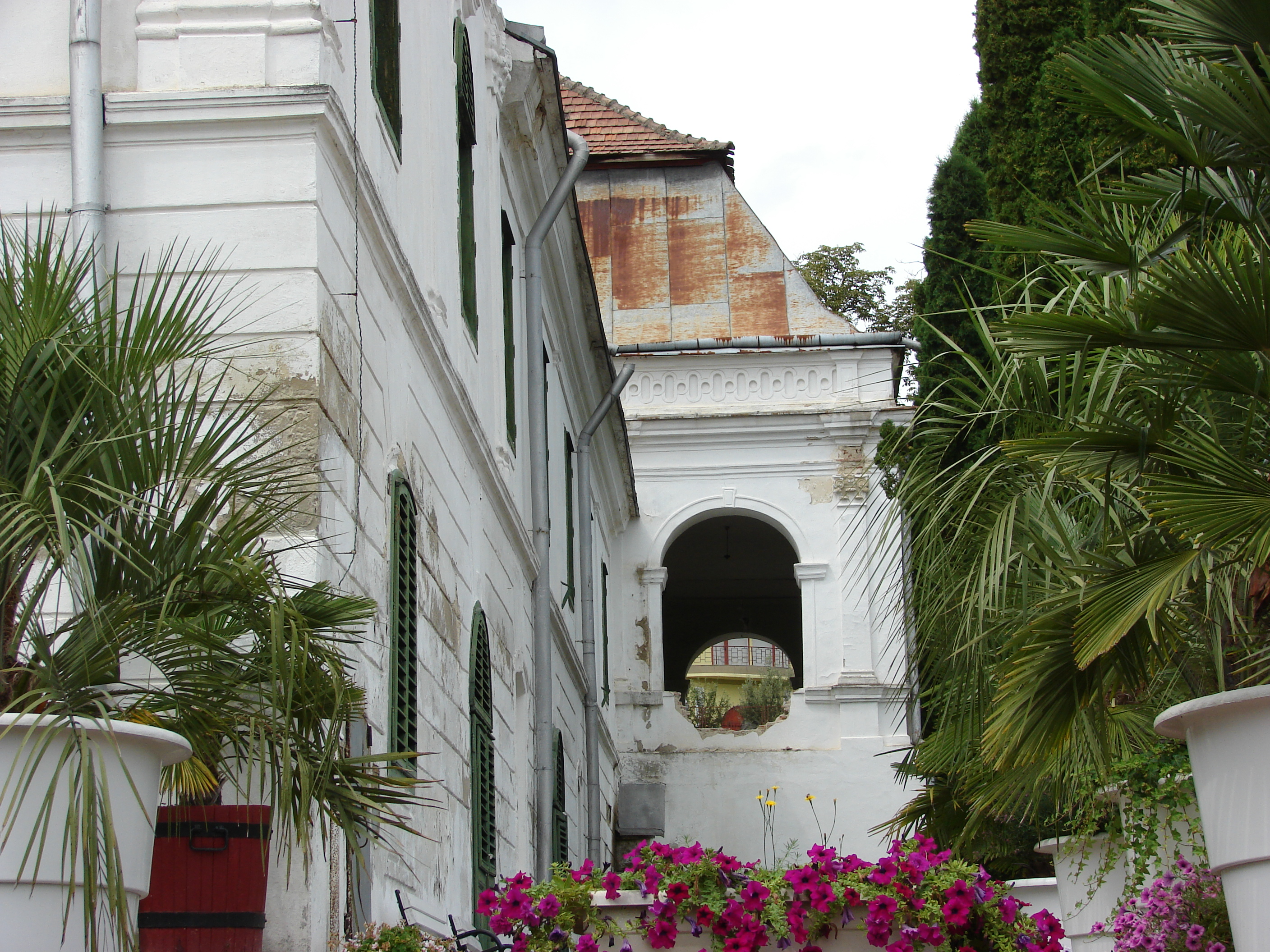
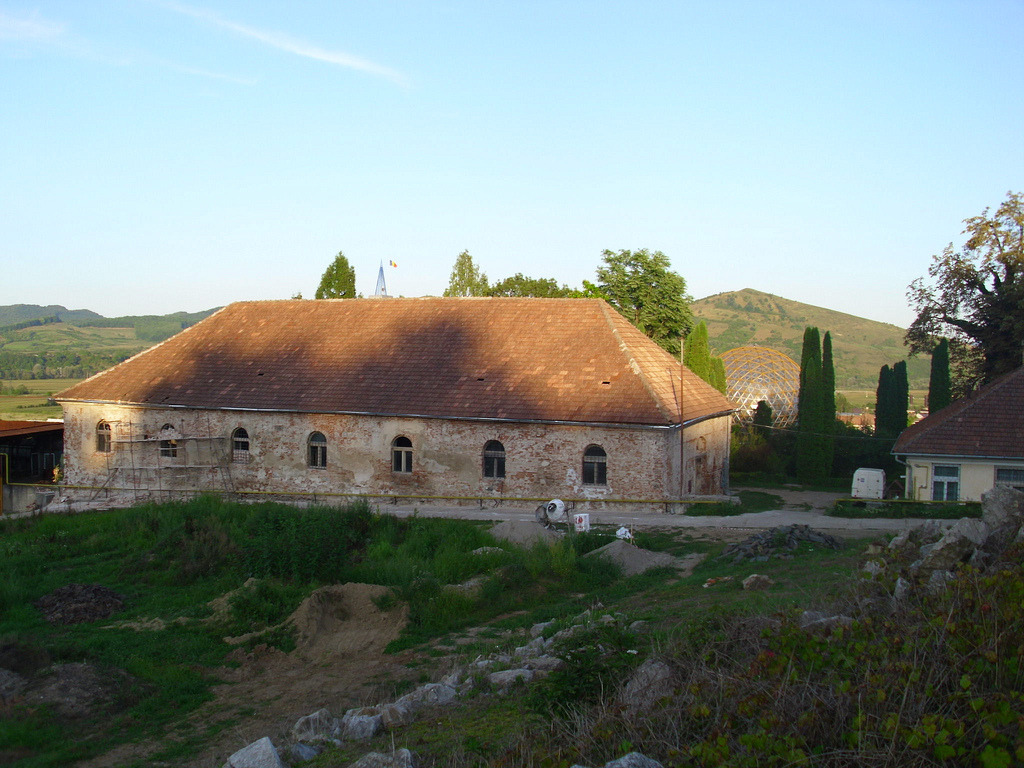
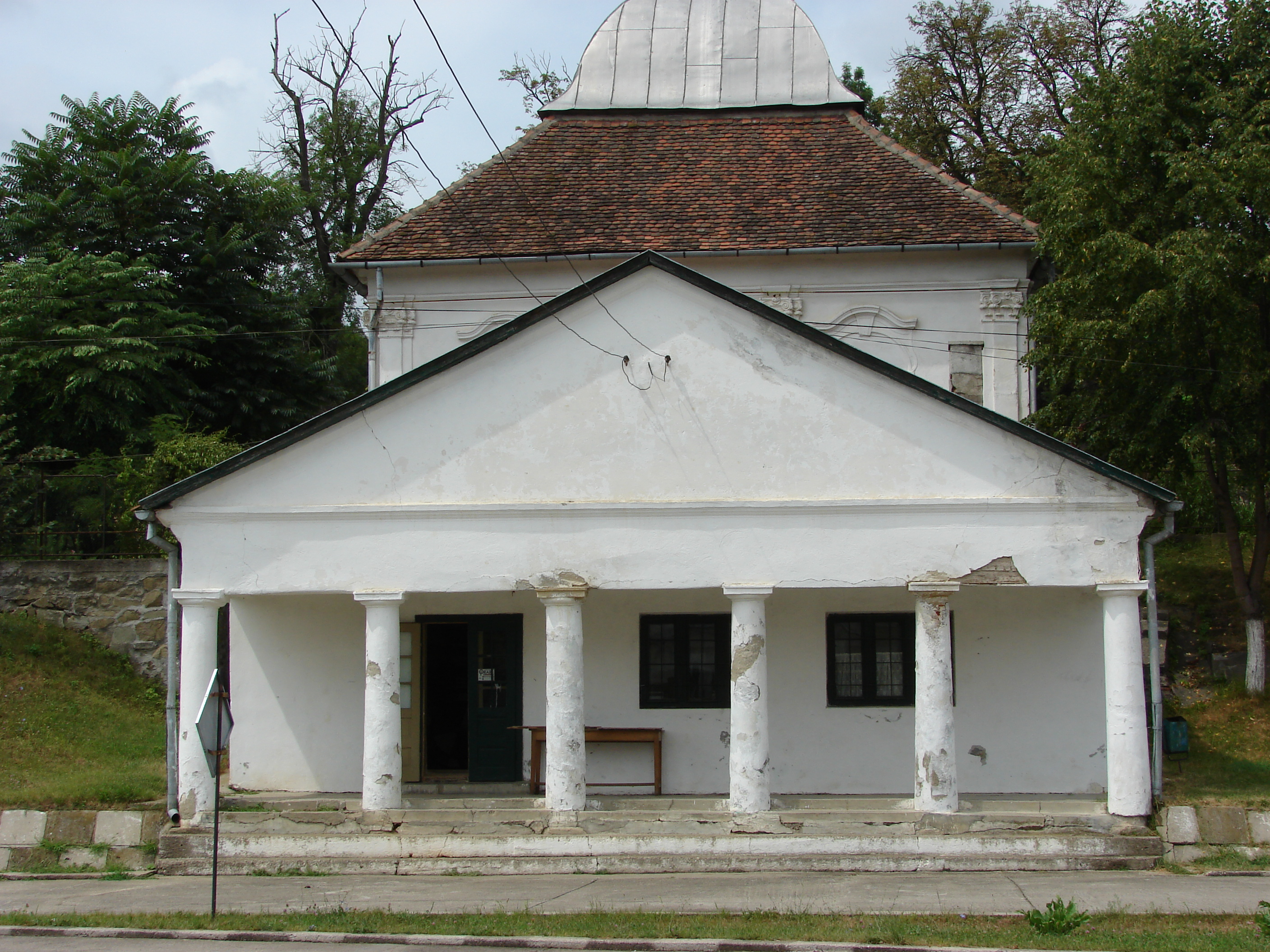
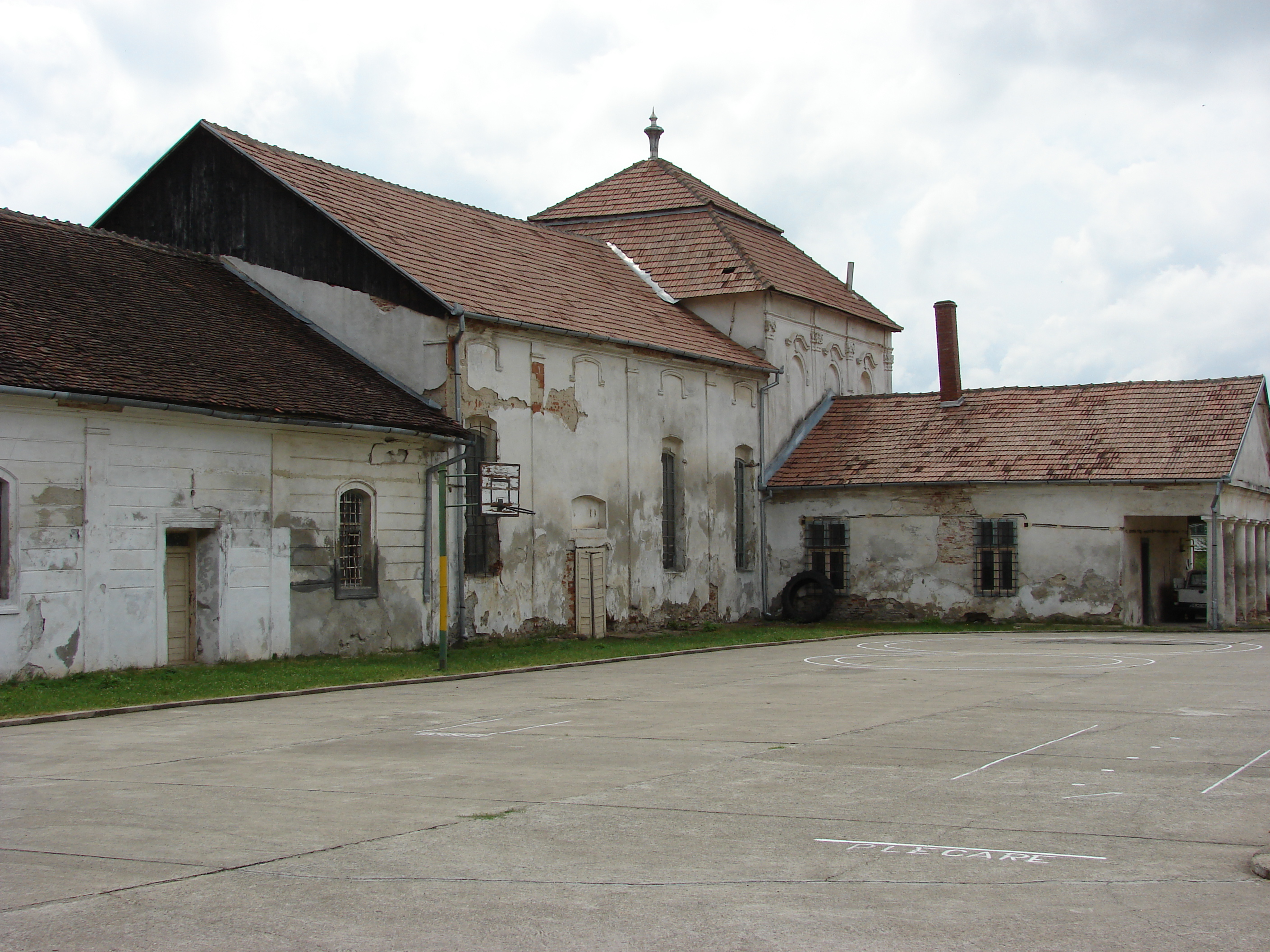

### A szomszédos „Vasile Fati” botanikus kert

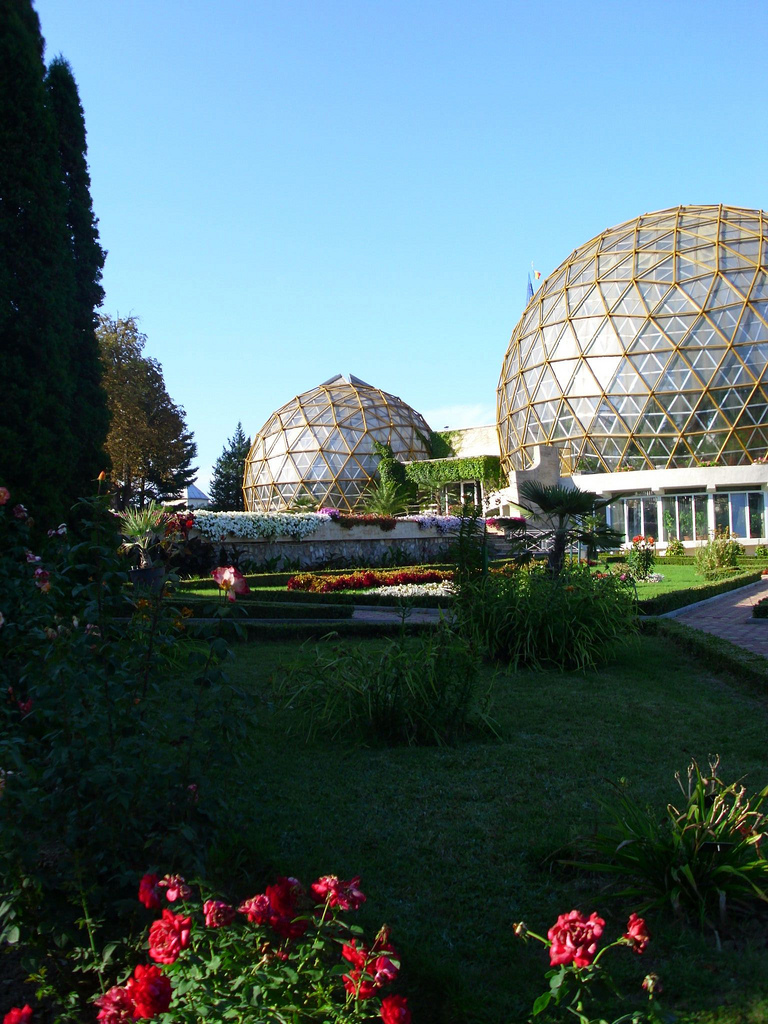
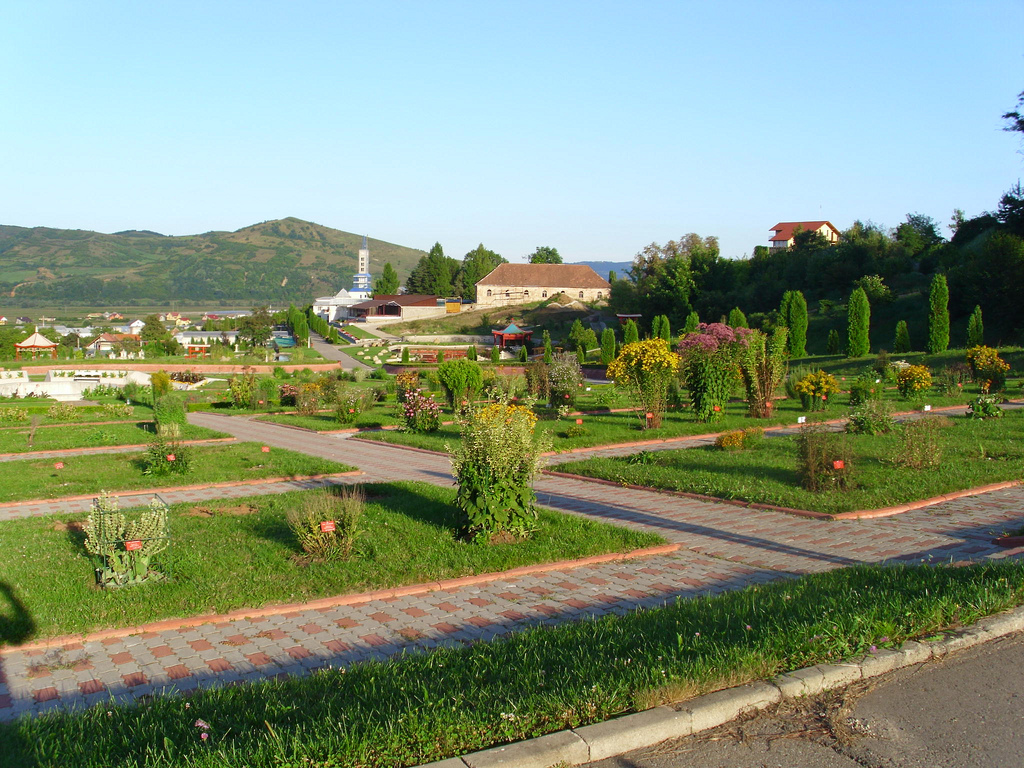
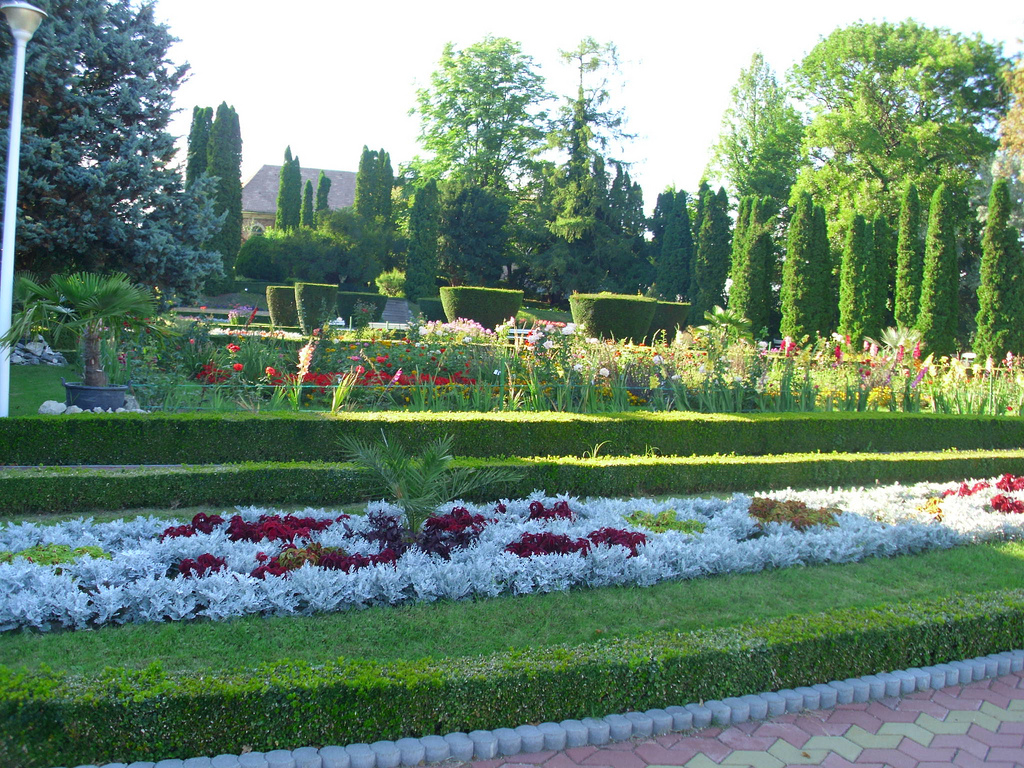
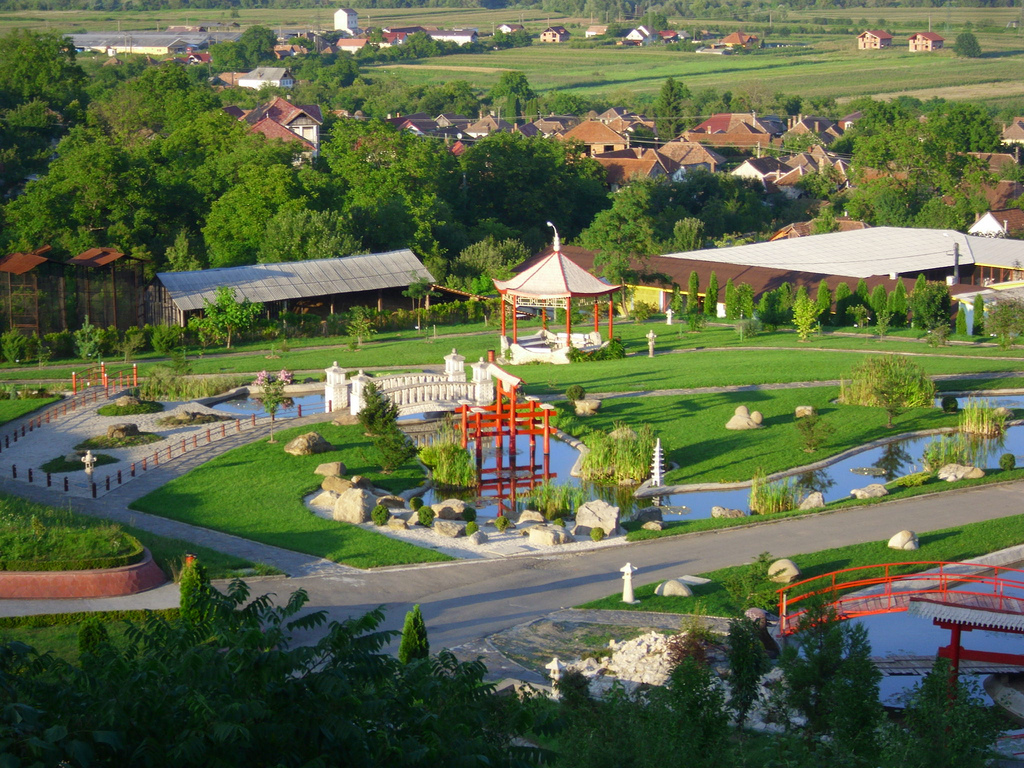